# Thomas Mikkelsen (football, 1990)
Thomas Mikkelsen est un footballeur danois, né le 19 janvier 1990 à Tønder. Il évolue au poste d'attaquant au Ross County.

## Biographie
Il inscrit 11 buts en deuxième division danoise lors de la saison 2015-2016 avec l'équipe du Vejle BK. 
Le 4 juillet 2017, il rejoint le club écossais de Ross County.

## Palmarès
- Dundee United
  - Vainqueur de la Scottish Challenge Cup en 2017